# Elchin Asadov
Elchin Asadov (Füzuli, 2 de diciembre de 1987) es un ciclista azerbaiyano.

## Palmarés
2012
- Campeonato de Azerbaiyán Contrarreloj
- 2.º en el Campeonato de Azerbaiyán en Ruta

2013
- Campeonato de Azerbaiyán Contrarreloj
- 3.º en el Campeonato de Azerbaiyán en Ruta

2014
- Campeonato de Azerbaiyán en Ruta
- Campeonato de Azerbaiyán Contrarreloj

2015
- 2.º en el Campeonato de Azerbaiyán en Ruta
- 2.º en el Campeonato de Azerbaiyán Contrarreloj

2016
- Campeonato de Azerbaiyán Contrarreloj
- 3.º en el Campeonato de Azerbaiyán en Ruta

2017
- 1 etapa de la Vuelta a Marruecos
- Campeonato de Azerbaiyán Contrarreloj
- 3.º en el Campeonato de Azerbaiyán en Ruta

2018
- Campeonato de Azerbaiyán Contrarreloj
- 3.º en el Campeonato de Azerbaiyán en Ruta

2019
- Campeonato de Azerbaiyán Contrarreloj
- Campeonato de Azerbaiyán en Ruta
- 1 etapa del Tour Peninsular[1]

2022
- Campeonato de Azerbaiyán Contrarreloj
- Campeonato de Azerbaiyán en Ruta

## Resultados en Grandes Vueltas y Campeonatos del Mundo
Durante su carrera deportiva ha conseguido los siguientes puestos en las Grandes Vueltas y en los Campeonatos del Mundo en carretera:
| Carrera              | Carrera              | 2012 | 2013 | 2014 | 2015 | 2016 | 2017 | 2018 | 2019 | 2020 | 2021 | 2022 |
| -------------------- | -------------------- | ---- | ---- | ---- | ---- | ---- | ---- | ---- | ---- | ---- | ---- | ---- |
|                      | Giro de Italia       | —    | —    | —    | —    | —    | —    | —    | —    | —    | —    | —    |
|                      | Tour de Francia      | —    | —    | —    | —    | —    | —    | —    | —    | —    | —    | —    |
|                      | Vuelta a España      | —    | —    | —    | —    | —    | —    | —    | —    | —    | —    | —    |
| Mundial en Ruta      | Mundial en Ruta      | Ab.  | —    | —    | —    | —    | Ab.  | —    | —    | Ab.  | —    | —    |
| Mundial Contrarreloj | Mundial Contrarreloj | 52.º | 65.º | 59.º | —    | 49.º | 57.º | —    | —    | 54.º | —    | —    |

—: no participa

Ab.: abandono